# Ophiopsila guineensis
Ophiopsila guineensis är en ormstjärneart som beskrevs av Jean Baptiste François René Koehler 1914. Ophiopsila guineensis ingår i släktet Ophiopsila och familjen Ophiocomidae. Inga underarter finns listade i Catalogue of Life.